# روبرت گاولینسکی
روبرت گاولینسکی (لهستانی: Robert Gawliński؛ زادهٔ ۳۱ اوت ۱۹۶۳) موسیقی‌دان، گیتارنواز و خواننده اهل لهستان است.
از فیلم‌هایی که وی در آن‌ها نقش داشته است، می‌توان به وُیاچک اشاره نمود.